# Krilin

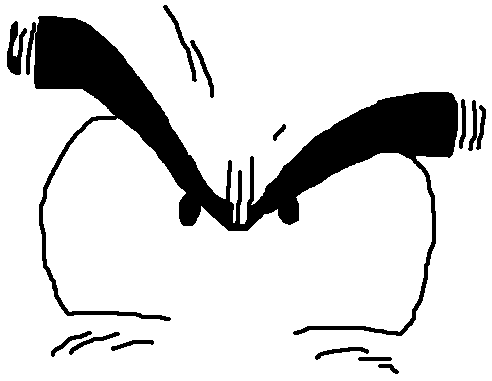

Krilin (クリリン; Kuririn) kitalált szereplő a Dragon Ball, Dragon Ball Z, Dragon Ball GT és Dragon Ball Super anime és manga sorozatokban. Sorozat elején Son Goku (inkább komikus) riválisa, majd legjobb barátja és hasznos szövetségese lesz.

## Megjelenés
Krilin legjellegzetesebb fizikai tulajdonsága a kopasz feje és a nem látható orra, ami sokszor komikum tárgyát képezi a sorozatban. Fején sokáig látható hat pont, melyek tömjén égetéseknek a nyomai, amit az Orin templomban végzett korábbi edzései során szerzett, hasonlóan a kopasz fejéhez (az Orin templomban hasonló edzések és szokások működtek, mint a Saholin kolostorban például: a fej kopaszra lenyírása, vagy tömjén égetés). Később a Majin Buu részektől kezdve azonban már rendelkezik hajjal, a Dragon Ball GT-ben meg bajuszt is növeszt. Továbbá viszonylag alacsony termettel is rendelkezik, ami szintén komikumoknak volt a forrása.
Amikor először megjelent, sárga kolostori ruhát visel, majd utána egészen a Cell részek végéig Zseniális Teknős jellegzetes narancssárga gíjét viseli, majd a Dragon Ball Z végéig piros pólót, fehér nadrágot és fekete cipőt visel. A Dragon Ball GT-ben fehér inget és barna nadrágot hord.

## Személyiség
Noha erőben nem mérhető a csillagharcosokhoz, és sokkal kevésbé bátor mint ők, mégis nagyon hasznos szövetséges, akinek segítsége sokat számít. Nagyon hűséges, segítőkész és amennyiben felbátorodik, hajlandó a legveszélyesebb helyzeteket elvállalni (noha elkerüli őket, hogyha lehetséges).
Nagy barátság fűzi Gokuhoz és fiához Son Gohanhoz; egyfajta mentoraként is tevékenykedik a Namek bolygón.
Krilin egyedi jellemvonása is rendszeres komikumforrás, hogy szeretne megházasodni. Eredetileg harcművészettel is azért kezdett el foglalkozni, mert a harcművészek könnyebben találnak párt maguknak, és kissé irigy Gokura, amiért neki előbb sikerült megházasodnia. Végül sikerrel jár, amikor összeházasodik C-18-cal, és lesz egy lányuk Marron.

## Képességek
Noha ereje nem mérhető a csillagharcosokéhoz, edzései során szerzett ereje és képességei messze az átlagemberek szintje fölé emelik őt.
Technikák, képességek:
- Kí-érzékelés/rejtés: Kuririn képes érzékelni mások kíjét, ezáltal megmondani a helyzetét és erejét, valamint elrejteni a kíjét, hogy őt a kíje alapján ne vehessék észre (más kít érzékelni képes személyek illetve, műszerek).
- Bukujutsu: Kuririn képes repülni a kíje segítségével.
- Kamehameha: A Dragon Ball legismertebb mozdulata, egy kí-sugár amit a két kézből lőnek. Ennél a mozdulatnál Kuririn először a két kezét begörbített ujjakkal maga elé teszi, majd ilyen állásban oldalra és a lövés pillanatában megint maga el tesz.
- Dupla Tsuhikidan: Kuririn két oldalához teszi a kezeit, majd kinyújtja őket és lő belőlik két piros sugarat, amit irányítani is képes.
- Kakusandan: Kuririn képes egy gömböt lőni, amit képes több kisebb gömbbé szétválasztani, és vele több ellenfelet támadni. Vegita ellen vetette be a Dragon Ball Z elején.
- Kienzan: Kuririn egyik kedvenc technikája, amivel egy kíből alkotott korongot képes létrehozni, amivel az ellenfelet vághatja meg.
- Zanzouken: Kuririn képes illúzióit létrehozni azáltal, hogy gyorsan mozog.
- Telepátia: Kuririn képes gondolati úton üzenni másoknak.

## Halálok
Krilin halt meg a legtöbbször a sorozatok során, noha egyszer sem hosszú időre. Első alkalommal a Dragon Ballban Sátán (Piccolo Daimao) szolgája Tambourine ölte meg, ekkor Shen Long támasztotta fel. A Dragon Ball Z-ben először Dermesztő, majd Majin Buu ölte meg, mindkét alkalommal Porunga hozta vissza az életbe. Utoljára a Dragon Ball GT-ben C17-es öli meg, majd Shen Long egy tömeges feltámasztás keretében őt is visszahozta az életbe, mielőtt a kristálygömböket örökre eltüntette volna.

## Fordítás
- Ez a szócikk részben vagy egészben  a   Krillin című angol Wikipédia-szócikk fordításán alapul.  Az eredeti cikk szerkesztőit annak laptörténete sorolja fel. Ez a jelzés csupán a megfogalmazás eredetét és a szerzői jogokat jelzi, nem szolgál a cikkben szereplő információk forrásmegjelöléseként.